# L. Heisler Ball

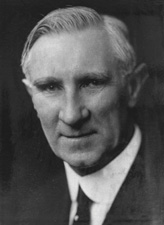
L. Heisler Ball

Lewis Heisler Ball, född 21 september 1861 i New Castle County, Delaware, död 18 oktober 1932 i New Castle County, Delaware, var en amerikansk republikansk politiker. Han representerade delstaten Delaware i båda kamrarna av USA:s kongress, först i representanthuset 1901-1903 och sedan i senaten 1903-1905 samt 1919-1925.
Ball utexaminerades 1882 från Delaware College (numera University of Delaware). Han avlade sedan 1885 sin läkarexamen vid University of Pennsylvania. Han inledde 1887 sin karriär som läkare i Delaware. Han var delstatens finansminister (Delaware State Treasurer) 1899-1901.
Ball efterträdde 1901 Walter O. Hoffecker som kongressledamot. Senator George Grays mandatperiod hade löpt ut år 1899 men delstatens lagstiftande församling kunde fortfarande inte enas om en efterträdare. Delaware hade ingen representation alls i senaten mellan 1901 och 1903. Richard R. Kenney i klass 2 hade inte lyckats bli omvald men ingen annan hade heller godkänts av den lagstiftande församlingen. En grundläggande orsak till dödläget var industrialisten J. Edward Addicks misslyckade kampanjer till USA:s senat. Dödläget i Delaware påskyndade reformen att införa folkval även till senaten, något som förverkligades på 1910-talet. Den enda representationen som Delaware hade i USA:s 57:e kongress var Ball i representanthuset tills J. Frank Allee tillträdde som Kenneys efterträdare i senaten den 2 mars 1903, två dagar före USA:s 58:e kongress inledde arbetet.
Ball tillträdde som senator den 4 mars 1903. Han hade valts till senaten den 2 mars, samma dag som kollegan Allee, men han tjänstgjorde först i representanthuset till mandatperiodens slut. Balls korta mandatperiod i senaten löpte ut i mars 1905 med följden att ett nytt dödläge uppstod. Ball återvände 1905 till arbetet som läkare och i juni 1906 valdes Henry A. du Pont till hans efterträdare i senaten.
Ball efterträdde 1919 Willard Saulsbury Jr. som senator för Delaware. Den gången fick han tjänstgöra i sex år och han hade valts av folket. Ball besegrades av T. Coleman du Pont i republikanernas primärval inför senatsvalet 1924.
Ball avled 1932 och gravsattes på Saint James' Episcopal Church Cemetery i New Castle County.